# Relacions entre Angola i el Japó
Les relacions entre Angola i el Japó es refereix a les relacions bilaterals històriques i actuals entre la República d'Angola i Japó. Ambdós països van establir relacions diplomàtiques en 1976. Des de 2007 les relacions econòmiques tenen «un paper fonamental en les relacions bilaterals entre els dos governs».
Des de desembre de 2014 Kuniaki Ito és l'ambaixador del Japó a Angola.

## Visites
Angola i Japó establiren relacions en setembre de 1976. L'ambaixador d'amistat d'UNICEF Tetsuko Kuroyanagi va visitar Angola en 1989. Masakuni Murakami, membre de la Casa dels Consellers, va visitar el país en 1994. Tetsuro Yano, membre de la Casa dels Consellers, va visitar el país en 1998, 2000, 2001, 2002, 200e (com a viceministre d'afers estrangers), 2004. El ministre d'afers estrangers Yoriko Kawaguchi el va visitar en 2001. Pedro de Castro van Dúnem, ministre de relacions exteriors, va visitar Japó en 1989, 1991 i 1992. El ministre de comerç i turisme Dias el visità en 1993. En 1995, el primer ministre Marcolino Moco, el ministre d'afers estrangers Venâncio da Silva Moura, la ministra de patroli Albina F. de Assis, el secretari del consell de ministres Feijo, el ministre de geologia i mines Dias, i la ministra de pesca i medi ambient Marta de F. M. Jardim visitaren Jaó en 1995. Antonio D.P. Costa Neto, ministre d'administració pública, treball i seguretat social, ho va fer en 1998. El secretari del consell de ministres Van-Dunem en 1999. El President José Eduardo dos Santos, el ministre d'Hotels i Turisme Valentin, i el ministres d'afers estrangers Miranda el visitaren el 2001. El ministres de comerç Hossi hi va fer en 2002. El ministre de finances Moras i el ministre assistent del primer ministre Jaime ho van fer en 2003.

## Educació
Japó ja esdevingut el primer país d'Àsia que té una associació educativa amb una escola a Angola des del 21 de gener de 2013. La Universitat Ryukoku del Japó (Ciutat de Kyoto) i la Universitat Agostinho Neto d'Angola participen en un intercanvi d'estudiants i un acord cooperatiu d'investigació acadèmica. L'acord de cooperació va ser signat a l'Ambaixada d'Angola al Japó pel degà de la Ryukoku Akamatsu, pel degà de la Universitat Agostinho Neto, i l'ambaixador d'Angola al Japó.